# تسيتاو
تسيتاو (بالألمانية: Zittau) هي مدينة، بلدة ألمانية وGrosse Kreisstadt تقع في ساكسونيا في ألمانيا. يقدر عدد سكانها بـ 28,638 نسمة .

## المدن التوأمة
مدينة فيلينغن اشونينغن هي مدينة توأمة لتسيتاو.

## أعلام
- ليزا تيتزنر
- كارل فريدريش كريتشمان
- موريتز هورن
- ماكس فيدلر
- هينريتش مارشنر
- إرنست باير
- إرنست فيلكوم
- تيودور ليوبولد